# Hjalmar Sjövall (skolman)
För medicinaren och professorn med samma namn, se Hjalmar Sjövall (medicinare).
Ernst Hjalmar Sjövall (i riksdagen kallad Sjövall i Trelleborg), född 9 december 1844 i Kristianstad, död 1 juni 1910 i Lund, var en svensk skolman och politiker (liberal).
Hjalmar Sjövall, som var son till borgmästaren Abraham Sjövall, blev filosofie doktor vid Lunds universitet 1868 på en avhandling om Tacitus Germania, och fick samma år tjänst som adjunkt vid Lunds högre elementarläroverk. År 1873–1908 var han rektor vid Trelleborgs lägre allmänna läroverk. I Trelleborgs stad hade han framträdande uppdrag i staden, bland annat som vice ordförande 1887–1899 och ordförande 1901–1904 i stadsfullmäktige samt ordförande i drätselkammaren 1873–1893. Han var också verkställande direktör för Trelleborgs sparbank 1878–1905.
Sjövall var riksdagsledamot i andra kammaren 1897–1902 för Trelleborgs, Skanör-Falsterbo, Simrishamns och Ängelholms valkrets. Han tillhörde Lantmannapartiet 1897–1899, men vid bildandet av Liberala samlingspartiet 1900 övergick han dit. I riksdagen engagerade han sig bland annat i skolpolitik. Han skrev 15 egna motioner flera om skolväsendet, tex förbud mot tobaksrökning för lärjungar vid folkskolor och läroverk, sabbatsvila för postverkets anställdaoch högre anslag till arbetarförsäkringsfonden. Han blev riddare av Vasaorden 1889.
Sjövall var från 1871 gift med Mina Eklund (1847–1924) och var far till Harald Sjövall samt farbror till företagsledaren Will Sjöwall och farfars bror till författaren Maj Sjöwall. Han är begravd på Norra kyrkogården i Lund.